# Villeveyrac
Villeveyrac település Franciaországban, Hérault megyében. Lakosainak száma 3953 fő (2022. január 1.). Villeveyrac Aumelas, Loupian, Mèze, Montagnac, Montbazin, Poussan, Saint-Pargoire és Saint-Pons-de-Mauchiens községekkel határos.

## Népesség
A település népessége az elmúlt években az alábbi módon változott:
| Lakosok száma | 1609 | 1686 | 1842 | 2758 | 3668 | 3777 | 3795 | 3859 | 3909 | 3953 |
|               | 1968 | 1982 | 1990 | 2006 | 2013 | 2015 | 2017 | 2019 | 2020 | 2022 |